# Lijst van Oostenrijkse bergpassen
Dit artikel geeft een lijst van Oostenrijkse bergpassen gesorteerd op hoogte.
| Naam (alternatieve naam)                             | Hoogte | Van - naar                                          | Deelsta(a)t(en) - land         | Wegdek           | Winter-afsluiting | Max. stijging |
| ---------------------------------------------------- | ------ | --------------------------------------------------- | ------------------------------ | ---------------- | ----------------- | ------------- |
| Timmelsjoch (Italiaans: Passo del Rombo)             | 2509 m | Sölden - St. Leonhard in Passeier                   | Tirol - Italië                 | asfalt           | Ja                | 15%           |
| Großglocknerpas (Hochtor)                            | 2505 m | Zell am See - Heiligenblut                          | Salzburg - Karinthië           | asfalt           | Ja                | 12 %          |
| Felbertauernpas                                      | 2481 m | Mittersill - Matrei                                 | Salzburg - Tirol               | steenslag        | Ja                | ?             |
| Fuscher Törl                                         | 2428 m | Zell am See - Heiligenblut                          | Salzburg                       | asfalt           | Ja                | ?             |
| Klammljoch                                           | 2288 m | Sankt Jakob in Defereggen - Sand in Taufers         | Tirol - Italië                 | steenslag        | Ja                | ?             |
| Murtörl                                              | 2260 m | Hüttschlag - Muhr                                   | Salzburg - Karinthië           | steenslag        | Ja                | ?             |
| Arlscharte                                           | 2252 m | Großarl - Gmünd in Kärnten                          | Salzburg - Karinthië           | steenslag        | Ja                | ?             |
| Pfitscherjoch (Italiaans: Passo di Vizze)            | 2251 m | Mayrhofen - Sterzing                                | Tirol - Italië                 | steenslag        | Ja                | 10%           |
| Sandjöchl (Italiaans: Passo di Santícolo)            | 2165 m | Sterzing - Sandjöchl                                | Tirol - Italië                 | steenslag        | Ja                | 13%           |
| Staller Sattel (Italiaans: Passo Stalle)             | 2052 m | Sankt Jakob in Defereggen - Bruneck                 | Tirol - Italië                 | asfalt           | Nee               | 12,8%         |
| Eisentalhöhe                                         | 2050 m | Tamsweg - Spittal an der Drau                       | Salzburg - Karinthië           | asfalt           | Ja                | 19%           |
| Bielerhöhe                                           | 2032 m | Bludenz - Landeck                                   | Vorarlberg - Tirol             | asfalt           | Ja                | 14%           |
| Kühtaisattel                                         | 2017 m | Oetz - Kematen                                      | Tirol                          | asfalt           | Nee               | 16%           |
| Arbiskopfjoch (Melchboden)                           | 2015 m | Hippach - Aschau im Zillertal                       | Tirol                          | asfalt           | Ja                | 20%           |
| Schiestlhöhe (Nockalm, Glockenhütte)                 | 2012 m | Reichenau - Gmünd in Kärnten                        | Karinthië                      | asfalt           | Ja                | 16%           |
| Hahntennjoch                                         | 1894 m | Elmen - Imst                                        | Tirol                          | asfalt           | Ja                | 15%           |
| Zeinisjoch                                           | 1842 m | Partenen - Galtür                                   | Vorarlberg - Tirol             | steenslag/asfalt | Ja                | 14%           |
| Hochalmsattel                                        | 1803 m | Scharnitz - Plumserjoch                             | Tirol                          | steenslag        | Ja                | 23%           |
| Arlbergpas                                           | 1793 m | Stuben am Arlberg - St. Anton am Arlberg            | Vorarlberg - Tirol             | asfalt           | Nee               | 12%           |
| Sölkpas (Sölkertauernpas)                            | 1790 m | Schladming - Murau                                  | Stiermarken                    | asfalt           | Ja                | 15%           |
| Flexenpas                                            | 1773 m | Zürs - Stuben am Arlberg                            | Vorarlberg                     | asfalt           | Ja                | 10%           |
| Turracher Höhe                                       | 1763 m | Murau - Reichenau                                   | Stiermarken - Karinthië        | asfalt           | Nee               | 23%           |
| Furkajoch                                            | 1760 m | Innerlaterns - Damüls                               | Vorarlberg                     | asfalt           | Ja                | 14%           |
| Radstädter Tauernpas                                 | 1738 m | Radstadt - Mauterndorf                              | Salzburg                       | asfalt           | Nee               | 17%           |
| Silzer Sattel                                        | 1685 m | Haiming - Ochsengarten                              | Tirol                          | asfalt           | Nee               | 9%            |
| Hochtannbergpas                                      | 1679 m | Schrocken - Steeg                                   | Vorarlberg - Tirol             | asfalt           | Ja                | 10%           |
| Weinebene                                            | 1668 m | Wolfsberg - Deutschlandsberg                        | Karinthië - Stiermarken        | asfalt           | Nee               | 20%           |
| Nöringsattel                                         | 1666 m | Gmünd in Kärnten - Radenthein                       | Karinthië                      | asfalt           | Nee               | ?             |
| Plumserjoch                                          | 1649 m | Pertisau - Hinterriß                                | Tirol                          | asfalt           | ?                 | ?             |
| Klippitztörl                                         | 1644 m | Althofen - Obdacher Sattel                          | Karinthië                      | asfalt           | Nee               | 15%           |
| Sommertörl                                           | 1644 m | Knittelfeld - St. Oswald-Möderbrugg                 | Stiermarken                    | steenslag        | Nee               | ?             |
| Katschberg (Katschberghöhe)                          | 1641 m | Tamsweg - Spittal an der Drau                       | Salzburg - Karinthië           | asfalt           | Nee               | 21%           |
| Amundsen Höhe                                        | 1586 m | Mürzzuschlag - Ratten                               | Stiermarken                    | asfalt           | Ja                | 20%           |
| Hochrindl                                            | 1561 m | Reichenau - Gurk                                    | Karinthië                      | asfalt           | Nee               | 12%           |
| Pillerhöhe (Piller Sattel)                           | 1559 m | Wenns - Kauns                                       | Tirol                          | asfalt           | Nee               | 17%           |
| Nassfeldpas (Italiaans: Passo di Pramollo)           | 1552 m | Hermagor-Pressegger See - Gemona del Friuli         | Karinthië - Italië             | asfalt           | Ja                | 20%           |
| Stubalpe (Gaberl, Gaberlsattel)                      | 1551 m | Judenburg - Köflach                                 | Stiermarken                    | asfalt           | Nee               | 20%           |
| Hirschegger Sattel                                   | 1543 m | Packsattel - Stubalpe                               | Stiermarken                    | asfalt           | Nee               | ?             |
| Prebersee                                            | 1530 m | Tamsweg - Prebersee                                 | Salzburg                       | asfalt           | Nee               | ?             |
| Kartitscher Sattel                                   | 1526 m | Toblach - Kötschach                                 | Tirol                          | asfalt           | Nee               | 18%           |
| Reschenpas (Italiaans: Passo di Resia)               | 1504 m | Landeck - Meran                                     | Tirol - Italië                 | asfalt           | Nee               | 10%           |
| Ehrwalder Alm                                        | 1502 m | Leutasch - Ehrwald                                  | Tirol                          | steenslag        | Nee               | 15%           |
| Faschinajoch                                         | 1486 m | Au - Damüls                                         | Vorarlberg                     | asfalt           | Nee               | 14%           |
| Gerlospas (Gerlosplatte)                             | 1486 m | Zell am Ziller - Krimml                             | Tirol - Salzburg               | asfalt           | Nee               | 17%           |
| Norbertshöhe (Norbertssattel)                        | 1461 m | Nauders - Zernez                                    | Tirol - Zwitserland            | asfalt           | Nee               | 8%            |
| Lomsattel                                            | 1459 m | Tarviso - Lomsattel                                 | Karinthië - Italië             | asfalt           | Nee               | 25%           |
| Hepalpe (Hebalm)                                     | 1417 m | Preitenegg - Deutschlandsberg                       | Karinthië - Stiermarken        | asfalt           | Nee               | 23%           |
| Namlossattel                                         | 1396 m | Bichlbach - Stanzach                                | Tirol                          | asfalt           | Nee               | 9%            |
| Flattnitzer Höhe                                     | 1390 m | Friesach - Feldkirchen in Kärnten                   | Karinthië                      | asfalt           | Nee               | 18%           |
| Twenger Talpas                                       | 1381 m | Radstädter Tauernpas - Mauterndorf                  | Salzburg                       | asfalt           | Nee               | ?             |
| Brennerpas (Italiaans: Passo del Brennero)           | 1375 m | Innsbruck - Sterzing                                | Tirol - Italië                 | asfalt           | Nee               | 10%           |
| Pfaffensattel                                        | 1369 m | Semmeringpas - Birkfeld                             | Stiermarken                    | asfalt           | Nee               | 16%           |
| Grote Loiblpas (Sloveens: Ljubelj)                   | 1368 m | Klagenfurt - Kranj                                  | Karinthië - Slovenië           | asfalt           | Nee               | 17%           |
| Plöckenpas (Italiaans: Passo di Monte Croce Carnico) | 1360 m | Kötschach - Tolmezzo                                | Karinthië - Italië             | asfalt           | Ja                | 13%           |
| Dientnersattel                                       | 1357 m | Zell am See - Bischofshofen                         | Salzburg                       | asfalt           | Ja                | 18%           |
| Koglereck (Magdalensberg)                            | 1349 m | Deutschlandsberg - Völkermarkt                      | Karinthië                      | asfalt           | Nee               | 15%           |
| Berwanger Sattel                                     | 1336 m | Stanzach - Bichlbach                                | Tirol                          | asfalt           | Nee               | 12%           |
| Hinteralm                                            | 1320 m | Judenburg - Murau                                   | Stiermarken                    | asfalt           | Nee               | ?             |
| Filzensattel                                         | 1291 m | Zell am See - Bisschofshofen                        | Salzburg                       | asfalt           | Nee               | 15%           |
| Feistritzsattel                                      | 1287 m | Gloggnitz - Birkfeld                                | Neder-Oostenrijk - Stiermarken | asfalt           | Nee               | 13%           |
| Postalm                                              | 1284 m | Salzburg - Bad Ischl                                | Salzburg                       | asfalt           | Nee               | ?             |
| Pass Thurn                                           | 1273 m | Jochberg - Mittersill                               | Tirol - Salzburg               | asfalt           | Nee               | 10%           |
| Hohentauernpas (Rottenmanner Tauernpas)              | 1265 m | Trieben - Judenburg                                 | Stiermarken                    | asfalt           | Nee               | 16%           |
| Aflenzer Seeberg (Seebergsattel)                     | 1254 m | Mariazell - Kapfenberg                              | Stiermarken                    | asfalt           | Nee               | 18%           |
| Buchener Sattel (Buchener Höhe)                      | 1247 m | Telfs - Leutasch                                    | Tirol                          | asfalt           | Nee               | 12%           |
| Schwarzenbichl                                       | 1246 m | Tamsweg - Murau                                     | Stiermarken                    | asfalt           | Nee               | 10%           |
| Präbichlsattel                                       | 1227 m | Eisenerz - Leoben                                   | Stiermarken                    | asfalt           | Nee               | 24%           |
| Auf der Schanz                                       | 1226 m | Kindberg - Birkfeld                                 | Stiermarken                    | asfalt           | Nee               | 20%           |
| Niederalplpas                                        | 1220 m | Mariazell - Mürzzuschlag                            | Stiermarken                    | asfalt           | Nee               | 10%           |
| Seebergsattel (Sloveens: Jérzerski Sedlo)            | 1216 m | Völkermarkt - Kranj                                 | Karinthië - Slovenië           | asfalt           | Nee               | 16%           |
| Fernpas                                              | 1212 m | Reutte - Nassereith                                 | Tirol                          | asfalt           | Nee               | 10%           |
| Iselsbergpas                                         | 1204 m | Lienz - Obervellach                                 | Tirol - Karinthië              | asfalt           | Nee               | 10%           |
| Finstermünzpas                                       | 1188 m | Pfunds - Nauders                                    | Tirol                          | asfalt           | Nee               | 8%            |
| Seefelder Sattel                                     | 1185 m | Mittenwald - Innsbruck                              | Tirol                          | asfalt           | Nee               | 16%           |
| Oberjochpas                                          | 1180 m | Sonthofen - Reutte                                  | Duitsland - Tirol              | asfalt           | Nee               | 9%            |
| Silbitzer                                            | 1175 m | Murau - Metnitz                                     | Stiermarken - Karinthië        | asfalt           | Nee               | 13%           |
| Auf dem Straßegg                                     | 1170 m | Pernegg an der Mur - Birkfeld                       | Stiermarken                    | asfalt           | Nee               | 22%           |
| Packsattel                                           | 1169 m | Köflach - Wolfsberg                                 | Stiermarken - Karinthië        | asfalt           | Nee               | 10%           |
| Gaichtpas                                            | 1147 m | Tannheim - Weißenbach am Lech                       | Tirol                          | asfalt           | Nee               | 9%            |
| Bödelepas (Losenpas)                                 | 1140 m | Egg - Dornbirn                                      | Vorarlberg                     | asfalt           | Nee               | 12%           |
| Hirschbichl                                          | 1135 m | Bischofswiesen - Saalfelden                         | Duitsland - Salzburg           | asfalt           | Nee               | 23%           |
| Holzleithensattel                                    | 1126 m | Nassereith - Telfs                                  | Tirol                          | asfalt           | Nee               | 17%           |
| Windische Höhe                                       | 1110 m | Feistritz im Unterdrautal - Hermagor-Pressegger See | Karinthië                      | asfalt           | Nee               | 18%           |
| Wastl am Wald                                        | 1100 m | Scheibbs - Mariazell                                | Neder-Oostenrijk               | asfalt           | Nee               | ?             |
| Ammersattel                                          | 1082 m | Garmisch-Partenkirchen - Reutte                     | Duitsland - Tirol              | asfalt           | Nee               | 12%           |
| Kreuzbergsattel                                      | 1077 m | Hermagor-Pressegger See - Greifenburg               | Karinthië                      | asfalt           | Nee               | 10%           |
| Wurzenpass (Sloveens: Korensko Sedlo)                | 1073 m | Villach - Kobarid                                   | Karinthië - Slovenië           | asfalt           | Nee               | 19%           |
| Preiner Gscheid                                      | 1070 m | Reichenau an der Rax - Mürzzuschlag                 | Neder-Oostenrijk - Stiermarken | asfalt           | Nee               | 11%           |
| Zellerrain                                           | 1070 m | Lunz am See - Mariazell                             | Neder-Oostenrijk - Stiermarken | asfalt           | Nee               | 22%           |
| Pretalsattel                                         | 1069 m | Kapfenberg - Mürzzuschlag                           | Stiermarken                    | asfalt           | Nee               | 14%           |
| Schaidasattel (Schajdasattel)                        | 1068 m | Klagenfurt - Jesenice                               | Karinthië - Slovenië           | asfalt           | Nee               | 16%           |
| Schönenberg-Vorsäss                                  | 1055 m | Dornbirn - Schönenberg-Vorsäss                      | Vorarlberg                     | asfalt           | Nee               | 12%           |
| Hengstpas (Laussapas)                                | 1024 m | Windischgarten - Altenmarkt bij St. Gallen          | Opper-Oostenrijk - Stiermarken | asfalt           | Nee               | 20%           |
| Alpsteigsattel (Am Alpsteig)                         | 1022 m | Krieglach - St. Kathrein am Hauenstein              | Stiermarken                    | asfalt           | Nee               | 14%           |
| Lahnsattel                                           | 1015 m | Mariazell - Mürzzuschlag                            | Neder-Oostenrijk               | asfalt           | Nee               | 13%           |
| Perchauer Sattel                                     | 1005 m | Judenburg - Friesach bei Graz                       | Stiermarken                    | asfalt           | Nee               | 9%            |
| Pötschenhöhe (Pötschenpas)                           | 992 m  | Bad Ischl - Bad Aussee                              | Opper-Oostenrijk - Stiermarken | asfalt           | Nee               | 9%            |
| Gailbergsattel                                       | 982 m  | Oberdrauburg - Kötschach                            | Karinthië                      | asfalt           | Nee               | 12%           |
| Semmeringpas                                         | 980 m  | Gloggnitz - Mürzzuschlag                            | Neder-Oostenrijk - Stiermarken | asfalt           | Nee               | 6%            |
| Wechselpas                                           | 980 m  | Mönichkirchen - Rohrbach                            | Neder-Oostenrijk - Stiermarken | asfalt           | Nee               | 8%            |
| Gscheid                                              | 970 m  | Lilienfeld - Lahnsattel                             | Neder-Oostenrijk               | asfalt           | Nee               | 13%           |
| Gschüttpas                                           | 964 m  | Golling - Hallstatt                                 | Salzburg - Opper-Oostenrijk    | asfalt           | Nee               | 25%           |
| Mitterwarming                                        | 955 m  | St. Ulrich am Pillersee - Hochfilzen                | Tirol                          | asfalt           | Nee               | ?             |
| Scharnitzpas (Latijn: Porta Claudia)                 | 955 m  | Mittenwald - Scharnitz                              | Duitsland - Tirol              | asfalt           | Nee               | 16%           |
| Obdachersattel                                       | 954 m  | Judenburg - Wolfsberg                               | Stiermarken                    | asfalt           | Nee               | 11%           |
| Wagrainer Höhe                                       | 952 m  | St. Johann im Pongau - Flachau                      | Salzburg                       | asfalt           | Nee               | ?             |
| Ehrenberger Klause                                   | 945 m  | Reutte - Fernpas                                    | Tirol                          | asfalt           | Nee               | ?             |
| Pyhrnpas                                             | 945 m  | Windischgarten - Liezen                             | Opper-Oostenrijk - Stiermarken | asfalt           | Nee               | 10%           |
| Achenpas                                             | 941 m  | Kreuth - Achenkirch                                 | Duitsland - Tirol              | asfalt           | Nee               | 16%           |
| Grießenpas                                           | 941 m  | St. Johann in Tirol - Saalfelden                    | Tirol - Salzburg               | asfalt           | Nee               | 9%            |
| Neumarkter Sattel                                    | 928 m  | Neumarkt - Murau                                    | Stiermarken                    | asfalt           | Nee               | ?             |
| Wildmoos                                             | 865 m  | Salzburg - Berchtesgaden                            | Salzburg - Duitsland           | asfalt           | Nee               | ?             |
| Rohrersattel                                         | 853 m  | Lilienfeld - Pernitz                                | Neder-Oostenrijk               | asfalt           | Nee               | ?             |
| Ochsattel                                            | 850 m  | Lilienfeld - Pernitz                                | Neder-Oostenrijk               | asfalt           | Nee               | ?             |
| Schoberpas                                           | 849 m  | Trieben - Leoben                                    | Stiermarken                    | asfalt           | Nee               | 10%           |
| Ursprungpas                                          | 849 m  | Schliersee - Kufstein                               | Duitsland - Tirol              | asfalt           | Nee               | 13%           |
| Klachauer Höhe                                       | 832 m  | Liezen - Bad Aussee                                 | Stiermarken                    | asfalt           | Nee               | ?             |
| Klammpas                                             | 830 m  | Zell am See - Bad Hofgastein                        | Salzburg                       | asfalt           | Nee               | ?             |
| Klostertaler Gscheid                                 | 785 m  | Pernitz - Reichenau an der Rax                      | Neder-Oostenrijk               | asfalt           | Nee               | ?             |
| Waidringpas                                          | 778 m  | St. Johann in Tirol - Lofer                         | Tirol                          | asfalt           | Nee               | ?             |
| Am Grubberg                                          | 753 m  | Neder-Oostenrijk                                    | Scheibbs - Lunz am See         | asfalt           | Nee               | ?             |
| Schlagl                                              | 750 m  | Gloggnitz - Aspangmarkt                             | Neder-Oostenrijk               | asfalt           | Nee               | ?             |
| Ascher                                               | 738 m  | Pernitz - Puchberg                                  | Neder-Oostenrijk               | asfalt           | Nee               | ?             |
| Kleine Loiblpas                                      | 727 m  | Klagenfurt - Grote Loiblpas                         | Karinthië                      | asfalt           | Nee               | ?             |
| Griffener Berg                                       | 708 m  | Griffen - St. Andrä                                 | Karinthië                      | asfalt           | ?                 | ?             |
| Auf der Kripp                                        | 701 m  | Sankt Georgen am Reith - Opponitz                   | Neder-Oostenrijk               | asfalt           | Nee               | ?             |
| Koppensattel (Koppenpas)                             | 692 m  | Bad Aussee - Hallstatt                              | Stiermarken                    | asfalt           | Nee               | ?             |
| Radlpas (Sloveens: Radlje)                           | 679 m  | Deutschlandsberg - Radlje                           | Stiermarken - Slovenië         | asfalt           | Nee               | 20%           |
| Strubpas                                             | 677 m  | St. Johann in Tirol - Lofer                         | Tirol - Salzburg               | asfalt           | Nee               | 7%            |
| Erbsattel                                            | 676 m  | St. Gallen - Großreifling                           | Stiermarken                    | asfalt           | Nee               | ?             |
| Klobensteinpas                                       | 616 m  | Schleching - Kössen                                 | Duitsland - Tirol              | asfalt           | Nee               | ?             |
| Steinpas                                             | 616 m  | Bad Reichenhall - Lofer                             | Duitsland - Salzburg           | asfalt           | Nee               | 8%            |
| Klamm Höhe                                           | 610 m  | Hainfeld - Maria Anzbach                            | Neder-Oostenrijk               | asfalt           | Nee               | ?             |
| Scharflinger Berg                                    | 608 m  | Mondsee- Sankt Gilgen                               | Salzburg                       | asfalt           | Nee               | ?             |
| Luegpas                                              | 573 m  | Golling - Bischofshofen                             | Salzburg                       | asfalt           | Nee               | ?             |
| Buchauersattel                                       | 560 m  | Admont - St. Gallen                                 | Stiermarken                    | asfalt           | Nee               | ?             |
| Gerichtsberg                                         | 439 m  | Hainfeld - Berndorf                                 | Neder-Oostenrijk               | asfalt           | Nee               | ?             |